# Kannon-Wasserfall
Der Kannon-Wasserfall (japanisch 観音の滝 Kannon-no-taki) ist ein Wasserfall in der japanischen Präfektur Saga mit einer Fallhöhe von etwa 45 m und Breite von 10 Metern. Der Wasserfall liegt am Taki (滝川 Taki-kawa, „Wasserfall-Fluss“), einem Zufluss des Tamashima, der nördlich bei Karatsu in die Karatsu-Bucht mündet.
Der Kannon-Wasserfall ist Teil der 1990 vom Umweltministerium aufgestellten Liste der Top-100-Wasserfälle Japans. Ein weiterer bekannter Wasserfall in der Präfektur ist der Mikaeri-Wasserfall.

## Galerie

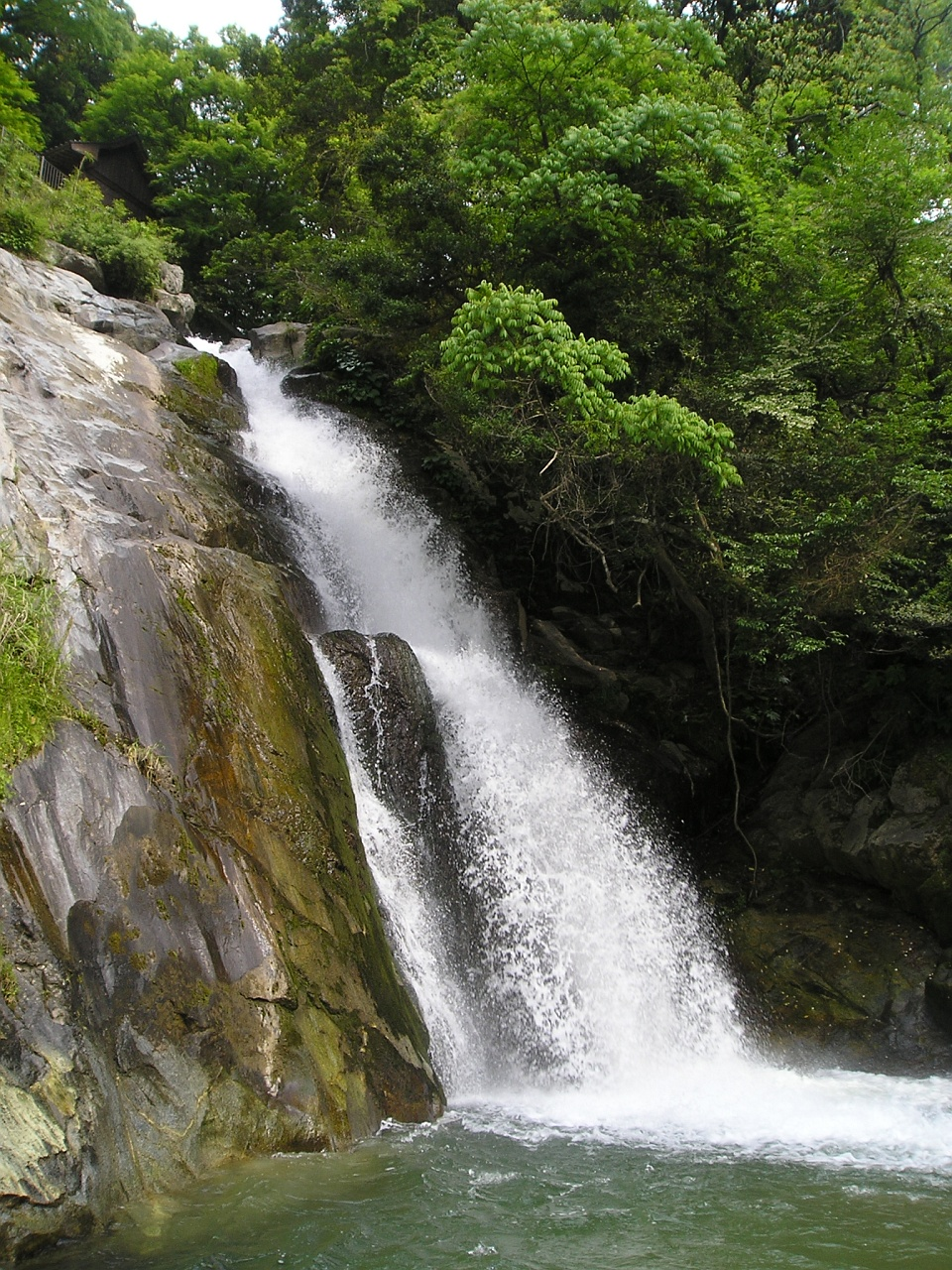